# 2005 au Canada
Pour un article plus général, voir Chronologie du Canada.
Cet article traite des événements qui se sont produits durant l'année 2005 au Canada.

## Événements

### Janvier
- 3 janvier : 
  - prolongement de la grève à la SAQ (Société des Alcools du Québec) ;
  - le gouvernement libéral du Québec annonce qu'il verse 100 000 $ aux victimes du raz-de-marée en Asie, somme jugée insuffisante par l'opposition péquiste;
  - découverte d'un cas de vache folle dans la province de l'Alberta. L'animal atteint par l'encéphalopathie spongiforme bovine (ESB) est né en 1996.

### Février
- 24 février : 
  - le Canada annonce qu'il ne participera pas au projet d'anti-missile des États-Unis;
  - plusieurs associations des cégeps commencent la grève contre les coupures dans les subventions au programme des prêts et bourses faites sous le mandat de l'ex-ministre de l'éducation Pierre Reid.

### Mars
- 16 mars : grève étudiante québécoise de 2005 : entre 10 000 et 100 000 étudiants descendent dans les rues de Montréal pour protester comme les coupures dans le programme de prêts et bourses. Plusieurs associations plus conservatrices ont voté des grèves de 24h, ce qui pousse à 230 000 le nombre d'étudiants en grève sur les 450 000 suivant des études post-secondaires.

### Avril
- 23 avril (jusqu'au 22 avril 2006) : Montréal est nommé capitale mondiale du livre par l'UNESCO
- 24 avril : transfert du tombeau de Sainte-Marguerite-Bourgeoys de sa maison mère à la Chapelle Notre-Dame-de-Bon-Secours à Montréal après une messe à la basilique Notre-Dame de Montréal.

### Mai
- 17 mai : Élection générale en Colombie-Britannique : le Parti libéral remporte une majorité des sièges à l'Assemblée législative ; le Nouveau Parti démocratique réussit à augmenter sa représentation et forme l'opposition officielle.

- 22 mai : célébration du 363e anniversaire de fondation de la ville de Montréal après une messe à la basilique Notre-Dame de Montréal.

### Juillet
- 2 juillet : Live 8 au Park Place à Barrie
- 16 au 31 juillet : Championnats du monde de natation à Montréal

### Octobre
- 1er octobre : Championnats du monde de semi-marathon à Edmonton

### Novembre
- 1er novembre : Dépôt du rapport de la commission Gomery sur le scandale des commandites.
- 28 novembre (jusqu'au 9 décembre) : 11e conférence des Nations unies sur les changements climatiques (COP11) à Montréal

### Décembre
- 26 décembre (jusqu'au 5 janvier 2006) : Championnat du monde junior de hockey sur glace 2006 à Kamloops, Kelowna et Vancouver.

## À Surveiller
- Procès d'Angelo Colalillo
- Le prix des maisons est prévu à la hausse, mais moins qu'en 2004.
- Débats sur l'adoption d'un projet de loi sur les mariages homosexuels.
- Cours du dollar canadien par rapport au dollar américain, probablement encore à la hausse.
- Championnat du monde de bobsleigh à Calgary
- juillet : le conseil des ministres décide si l'enseignement religieux est maintenu au primaire et au secondaire
- Automne : réforme du secondaire
- Novembre : élections municipales dans les agglomérations et les villes reconstituées

## Décès
- 6 janvier : Lois Hole, lieutenant-gouverneur de l'Alberta.
- Louis Robichaud, premier ministre du Nouveau-Brunswick.
- 15 janvier : Dan Lee, animateur.
- 1er février : John Vernon, acteur et producteur.
- 21 février : Gérard Bessette, poète.
- 11 mars : Bill Cameron, journaliste et acteur.
- 26 mars : Gérard Filion, directeur de Le Devoir.
- 28 mars : Robin Spry, producteur et scénariste.
- 27 avril : Red Horner, joueur de hockey sur glace.
- 2 mai : Bob Hunter, journaliste.
- 11 mai : Léo Cadieux, journaliste et homme politique fédéral provenant du Québec.
- 9 juillet : Chuck Cadman, homme politique.
- 10 juillet : Frank Moores, premier ministre de Terre-Neuve-et-Labrador.
- 20 juillet : James Doohan, acteur.
- 21 juillet : Long John Baldry, acteur.
- 7 août : Peter Jennings, journaliste.
- 18 septembre : Richard Holden, homme politique.
- 29 octobre : Lloyd Bochner, acteur.
- 12 novembre : Bill Adams, juge et homme politique.
- 16 novembre : John Marlyn, auteur.
- 17 décembre : Marc Favreau, comédien qui interprétait le personnage de Sol.